# Kamerun Południowy

Flaga

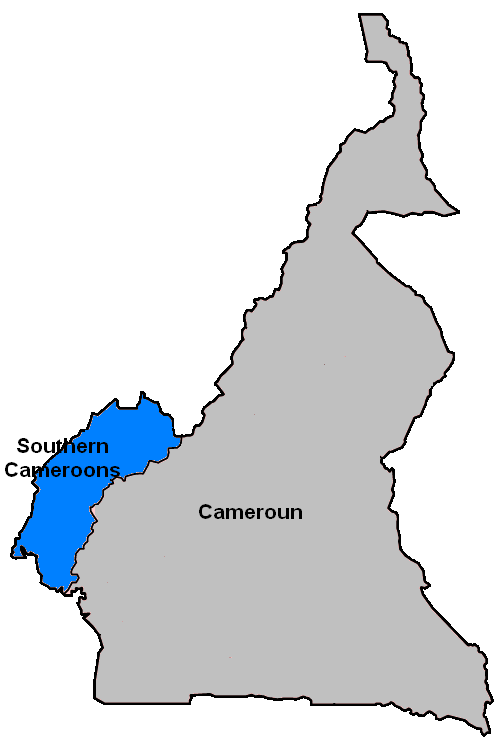
Położenie

Kamerun Południowy (ang. South Cameroons) – dawna brytyjska posiadłość kolonialna, od 1961 część Kamerunu.
Na mocy traktatu wersalskiego zachodnią część Kamerunu Niemieckiego oddano Wielkiej Brytanii jako Kamerun Brytyjski, podzielony na dwie części – Kamerun Północny i Południowy.
W 1950 zdecydowano o włączeniu terytorium do Nigerii. Wywołało to protesty lokalnej ludności, co zaowocowało przyznaniem w 1954 autonomii.
1 października 1961 odbyło się referendum w sprawie przyszłości regionu. Mieszkańcy wybierali między unią z Nigerią bądź z Kamerunem. Brytyjczycy nie dopuścili do opcji wybrania przez mieszkańców niepodległości. Zgodnie z wynikami referendum, część północna została włączona do Nigerii, zaś południowa do Kamerunu.
Przyjęcie w 1972 nowej konstytucji Kamerunu, znoszącej federacyjny ustrój państwa, spowodowało wybuch w rejonie Południowego Kamerunu silnych dążeń niepodległościowych.
2 kwietnia 1993 w stolicy regionu, Buea odbył się zjazd organizacji niepodległościowych, na którym zażądano od rządu Kamerunu przywrócenia federalnego charakteru państwa. Niespełnienie tego żądania spowodowało, że 30 grudnia 1999 oficjalnie ogłoszono deklarację niepodległości, powołując Republikę Ambazonii. Deklaracji tej nie uznało żadne państwo na świecie.
W 2005 Ambazonia została przyjęta do Organizacji Narodów i Ludów Niereprezentowanych.
1 października 2017 r. na terenie Kamerunu Południowego niepodległość proklamowała Ambazonia, co doprowadziło do ambazońsko-kameruńskiego konfliktu, nazywanego kryzysem anglofońskim.